# ニコラ・ミニャール
ニコラ・ミニャール（Nicolas Mignard、「アビニョンのミニャール(Mignard d'Avignon)」とも呼ばれる。1606年2月7日（洗礼日）- 1668年3月20日）はフランスの画家である。宗教画、神話の場面、肖像画を描いた。生涯の仕事の大半はアビニョンの宗教施設の装飾画の製作であったが、最晩年にはパリで宮廷画家となった。

## 略歴
フランス北部、オーブ県のトロワで生まれた。父親のピエールも画家で、父親と同名の弟、ピエール・ミニャール（1612-1695)は17世紀フランスの代表的な画家の一人となった。
地元の画家に学んだ後、当時、宮廷美術の中心のひとつであったフォンテーヌブローに行き、名匠たちの作品を模写して修行し、その後パリで、シモン・ヴーエの工房で学んだとされている。その後、リヨンに住んだ後、1633年頃からアビニョンに移った。
リヨンの枢機卿などの後援でローマを訪れ、初期バロック様式を確立した画家アンニーバレ・カラッチの作品を版画家する仕事をして、1636年にアビニョンに戻った。アビニョンでは教会の宗教画や、金持ちの邸の装飾画を主に描いた。
ルイ14世がスペインの王女マリー・テレーズ・ドートリッシュとの結婚のため、アビニョンを訪れたときに、随行した廷臣たちの肖像画を描くことを依頼され、枢機卿ジュール・マザランに気に入られ1660年にパリで働くように命じられた。1663年に王立絵画彫刻アカデミーの会員となった。1664年にアカデミーの教授となり、副学部長になり、1666年には学部長になった。弟のピエール・ミニャールとアカデミーの院長、シャルル・ルブランとの軋轢においては、ルブランに味方した。
息子のポール(Paul Mignard:1639–1691）とピエール(Pierre II Mignard:1640-1725)も画家となった。

## 作品
- La Visitation
アヴィニョンの黒色苦行会礼拝堂の宗教画
- La Vierge, saint Bernard, saint Louis, sainte hélène et sainte Madeleine
- Saint Bruno en prière dans le désert
- Jésus au temple
- Le Mariage mystique de sainte Catherine
- Vénus et Adonis
- サムエル・ベルナール-政治家
- モリエール